# La dríade

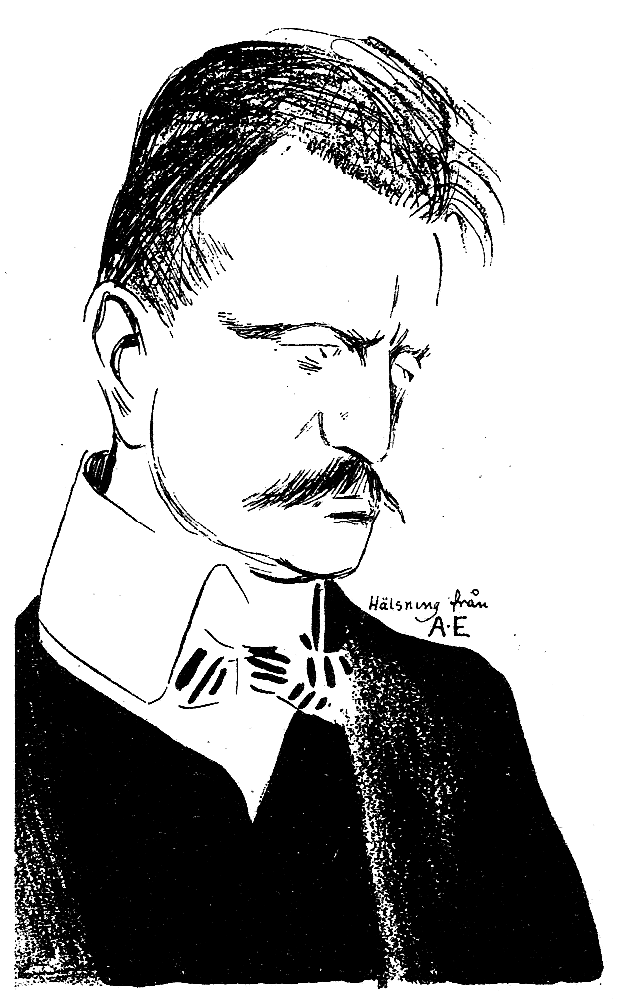
Jean Sibelius. Retrato de Albert Engström, 1904.

La dríade (Dryaden), Op. 45 Nº 1, es un poema sinfónico deJean Sibelius. Lo terminó a principios de 1910 entre viajes de esquí. El estreno se efectuó en Kristiania (hoy Oslo), Noruega, el 8 de octubre de 1910, junto con el estreno de In memoriam. La arregló para piano en 1910 (Die Dryade). La pieza ha sido considerada como una de las «obras orquestales más cortas y más originales del compositor», como una «miniatura impresionista», pasando de fragmentos a un tema de danza.